# Lacistophanes
Lacistophanes es un género de polilla monotípico perteneciente a la familia Geometridae. Su única especie, Lacistophanes hackeri, se encuentra con endemismo en los montes Bunya del estado australiano de Queensland. Tanto el género como la especie fueron descritos por primera vez por Alfred Jefferis Turner en 1947.
Varias referencias ubican a este género en la familia Noctuidae y subfamilia Acontiinae.